# کلیسای گئورگ مقدس کامویانتس
کلیسای گئورگ مقدس کامویانتس (ارمنی: Կամոյանց Սուրբ Գևորգ Եկեղեցի؛ انگلیسی: Kamoyants Saint Gevork Church) یک کلیسا متعلق به کلیسای حواری ارمنی واقع در شهر تفلیس،  گرجستان می‌باشد. ساخت و ساز این ساختمان در سال ۱۷۲۷ یا ۱۷۸۸ میلادی؛ به پایان رسید. این بنا به سبک معماری ارمنی طراحی شده است.